# Розвідувальний корабель проєкту 864
Проєкт  864 (також відомий як клас «Меридіан»; назва для звітів НАТО — Vishnya class) — радянський проєкт середнього розвідувального  корабля. Сім кораблів побудовано для радянського флоту, нині кораблі перебувають у складі російського ВМФ.

## Конструкція
Кораблі спеціально побудовані для збирання розвідувальної інформації за допомогою різноманітних датчиків. Дані можуть передаватися на берег через антени супутникового зв’язку, розміщені у двох великих обтічниках. Кораблі озброєні двома зенітно-артилерійськими комплексами АК-630 і переносними зенітно-ракетними комплексами.

## Кораблі
| Ім'я                                       | № корпусу | Закладені | Спущені на воду        | Здані в експлуатацію   | Флот                | Статус    | Примітки                                                                              |
| ------------------------------------------ | --------- | --------- | ---------------------- | ---------------------- | ------------------- | --------- | ------------------------------------------------------------------------------------- |
| Адмирал Фёдор Головин (колишній Меридіан ) | 520       |           |                        | 14 листопада 1985 року | Балтійський флот    | Активний  |                                                                                       |
| Карелия                                    | 535       |           |                        | 5 липня 1986 року      | Тихоокеанський флот | Активний  | Активний у 2021–2022 роках біля Гаваїв                                                |
| Таврия                                     | 169       |           |                        | 17 січня 1987 року     | Північний флот      | У резерві | Донор частин для Виктора Леонова                                                      |
| Приазовье                                  | 201       |           |                        | 12 червня 1987 року    | Чорноморський флот  | Активний  | У 2020–2021 рр. перебував у Середземному морі                                         |
| Курилы                                     | 208       |           |                        | 16 жовтня 1987 р       | Тихоокеанський флот | Активний  |                                                                                       |
| Василий Татищев (колишній Пеленгаторr )    | 231       |           | 27 листопада 1987 року | 23 липня 1988          | Балтійський флот    | Активний  | У 2021 році відправлений до Червоного моря , у липні 2022 року - до Адріатичного моря |
| Виктор Леонов (колишній Одограф )          | 175       |           |                        | 1988 рік               | Північний флот      | Активний  | У 2019–2020 активний біля США та Великобританії, докування в Гавані                   |